# Смоленский, Сергей Михайлович
Сергей Михайлович Смоленский (1913—1943) — красноармеец Рабоче-крестьянской Красной Армии, участник Великой Отечественной войны, Герой Советского Союза (1944).

## Биография
Сергей Смоленский родился 9 октября 1913 года на хуторе Чемеркин. Работал сначала в колхозе, затем на шахте № 2. В январе 1942 года Смоленский был призван на службу в Рабоче-крестьянскую Красную Армию. С марта того же года — на фронтах Великой Отечественной войны. В боях два раза был ранен.
К октябрю 1943 года красноармеец Сергей Смоленский был стрелком 610-го стрелкового полка 203-й стрелковой дивизии 12-й армии 3-го Украинского фронта. Отличился во время битвы за Днепр. В ночь с 24 на 25 октября 1943 года Смоленский переправился через Днепр в районе посёлка Новый Кичкас (ныне — в черте Запорожья) и принял активное участие в боях за захват и удержание плацдарма на его западном берегу, лично уничтожив 2 пулемётные точки и 7 немецких солдат и офицеров. В критический момент боя он заменил собой выбывшего из строя командира взвода и успешно руководил этим подразделением. В тех боях Смоленский погиб. Первоначально был похоронен в Новом Кичкасе, позднее перезахоронен в братской могиле у плотины ДнепроГЭСа в Запорожье.
Указом Президиума Верховного Совета СССР от 22 февраля 1944 года за «образцовое выполнение боевых заданий командования на фронте борьбы с немецкими захватчиками и проявленные при этом мужество и героизм» красноармеец Сергей Смоленский посмертно был удостоен высокого звания Героя Советского Союза. Также был награждён орденом Ленина и медалью. Навечно зачислен в списки личного состава воинской части.

## Память
В честь Смоленского названа улица в Узловой, установлен бюст в селе Волчья-Александровка Волоконовского района.